# Uivar

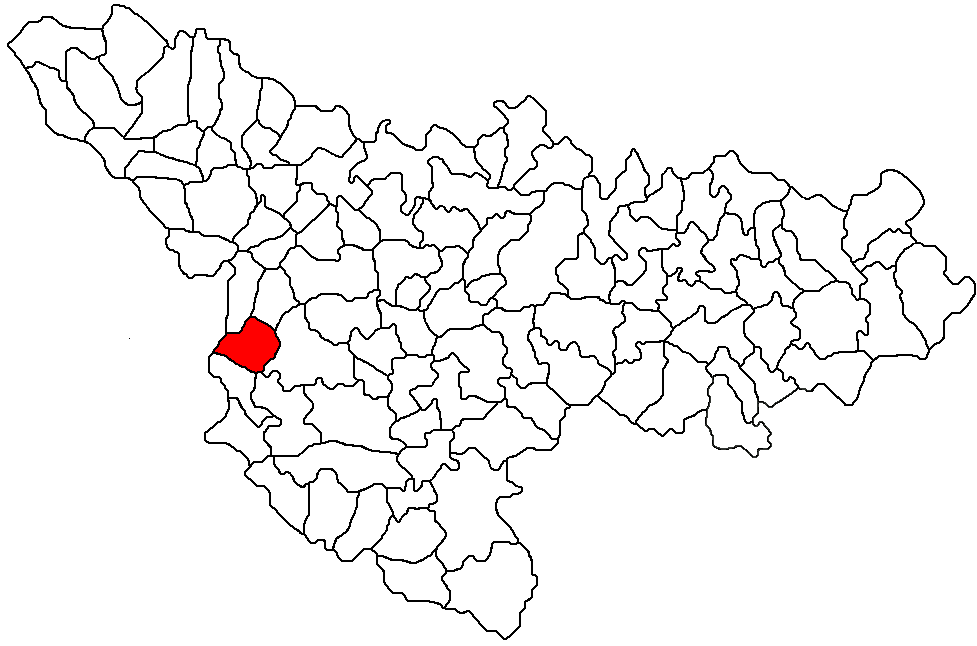
Lage der Gemeinde Uivar im Kreis Timiș

Uivar (deutsch Neuburg an der Bega, auch Uiwar, ungarisch Újvár) ist eine Gemeinde im Kreis Timiș, in der Region Banat, im Südwesten Rumäniens. Zum Verwaltungszentrum Uivar gehören die Dörfer Pustiniș, Răuți und Sânmartinu Maghiar.

## Lage
Uivar liegt in der Banater Tiefebene, an der Grenze zu Serbien, an der Nationalstraße DN59B, 42 Kilometer entfernt von Timișoara (Temeswar) und 30 Kilometer von Jimbolia (Hatzfeld). Der Ort befindet sich 83 Meter über dem Meeresspiegel. Der Begakanal begrenzt den Ort im Südosten, im Norden fließt die Timișaț.

## Nachbarorte
| Checea   | Cenei                                       | Răuți     |
| Hetin    | Kompassrose, die auf Nachbargemeinden zeigt | Parța     |
| Pustiniș | Sânmartinu Sârbesc                          | Peciu Nou |

## Archäologische Funde
Am Rand von Uivar befindet sich ein Siedlungshügel, der in das späte Neolithikum der Vinča-Kultur und in die frühe Kupferzeit der Tiszapolgár-Kultur datiert. Anhand einer Reihe von Untersuchungen mit der C14-Methode konnte der jüngste spätneolithische Bauhorizont zwischen 4940 und 4800 v. Chr. datiert werden. Daneben wurden auch Überreste aus der Bronzezeit, der älteren Eisenzeit, dem Mittelalter und der frühen Neuzeit gefunden. Die Erforschung des Tells von Uivar, die als deutsch-rumänisches Kooperationsprojekt zwischen dem Muzeul Banatului in Timişoara und dem Institut für Prähistorische Archäologie der FU Berlin angelegt ist, begann 1998. Seit 1999 wird regelmäßig während der Sommermonate dort gegraben.
Ziel des Projektes ist es, die Entstehung, die Entwicklung und den Niedergang einer spätneolithischen Tellsiedlung multidisziplinär zu erforschen. Neben den archäologischen Untersuchungen sollen geomorphologische, archäozoologische sowie archäobotanische Analysen Aussagen zu Umwelt und Wirtschaft liefern.

## Etymologie
Ursprünglich trug der Ort den ungarischen Namen Újvár (Neuburg). Um die Wende vom 19. zum 20. Jahrhundert hatte die Ortschaft den amtlichen Namen Torontal Újvár, benannt nach dem früheren Komitat Torontál im Königreich Ungarn.
Nach dem Frieden von Trianon im Jahre 1919 wurde die Ortschaft an Jugoslawien angeschlossen und erhielt den serbischen Namen Novo Selo (Neues Dorf).
Infolge einer Grenzberichtigung am 24. Januar 1924 wurde der Ort an Rumänien angegliedert. Nach rumänischer Schreibweise hieß der Ort nun Uivar und die Bahnstation Cetăţuia. Die Bewohner nannten ihren Ort jedoch Neuburg, so dass im Banat der Name Neuburg an der Bega benutzt wurde.

## Geschichte
Uivar wurde 1767 erstmals schriftlich erwähnt, als die erste Kolonisation mit deutschen und ungarischen Siedlern stattfand. Das Dorf entstand durch Binnenwanderung. Die ersten beiden Ansiedlungsversuche schlugen jedoch wegen der immer wiederkehrenden Überschwemmungen fehl.
1811 startete Graf von Buttler einen neuen Versuch, den Ort mit 21 deutschen Familien anzusiedeln. Sie bauten Dämme und zogen Gräben, um das Wasser abzuleiten und gewannen so immer mehr trockenes Land. Das Hochwasser des Begakanals richtete 1861 große Schäden an. Auch in den nachfolgenden Jahren hatten die Uiwarer viel mit dem Hochwasser zu kämpfen. Im Jahre 1887 wurde ein Ringdamm um die Ortschaft gebaut. Er sollte die Ortschaft vor Überschwemmungen schützen.
Zwischen 1814 und 1844 besaß die Gemeinde Uiwar ein Bethaus. Im Jahre 1844 wurde die erste katholische Kirche erbaut und 1904 entstand die heutige Kirche. Carl Leopold Wegenstein aus Temeswar lieferte die Orgel.
1894 wurde eine normalspurige Eisenbahnstrecke von Hatzfeld über Uiwar und Modosch nach Großbetschkerek eröffnet, heute endet diese in Ionel. Im selben Jahr wurde der Uiwarer Wochenmarkt eingeführt, er hat sich im Laufe der Jahre zum größten Handelsumschlagsplatz der Umgebung entwickelt.
Am 4. Juni 1920 wurde das Banat infolge des Vertrags von Trianon dreigeteilt. Der größte, östliche Teil, zu dem auch Uivar gehörte, fiel an Rumänien.
Infolge des Waffen-SS Abkommens vom 12. Mai 1943 zwischen der Antonescu-Regierung und Hitler-Deutschland wurden alle deutschstämmigen wehrpflichtigen Männer in die deutsche Armee eingezogen. Noch vor Kriegsende, im Januar 1945, fand die Deportation aller volksdeutschen Frauen zwischen 18 und 30 Jahren und Männer im Alter von 16 bis 45 Jahren zur Aufbauarbeit in die Sowjetunion statt. Das Bodenreformgesetz vom 23. März 1945, das die Enteignung der deutschen Bauern in Rumänien vorsah, entzog der ländlichen Bevölkerung die Lebensgrundlage.
Da die Bevölkerung entlang der rumänisch-jugoslawischen Grenze von der rumänischen Staatsführung nach dem Zerwürfnis Stalins mit Tito und dessen Ausschluss aus dem Kominform-Bündnis als Sicherheitsrisiko eingestuft wurde, erfolgte am 18. Juni 1951 die Deportation „von politisch unzuverlässlichen Elementen“ in die Bărăgan-Steppe unabhängig von der ethnischen Zugehörigkeit. Die rumänische Führung bezweckte zugleich den einsetzenden Widerstand gegen die bevorstehende Kollektivierung der Landwirtschaft zu brechen. Als die Bărăganverschleppten 1956 heimkehrten, erhielten sie die 1945 enteigneten Häuser und Höfe zurückerstattet. Der Feldbesitz wurde jedoch kollektiviert.

## Wirtschaft
Im Jahre 1861 wurde in Uivar das Postamt eröffnet. Gleichzeitig wurde auch eine Fähre über den Begakanal eingerichtet. Der Handel und das Gewerbe erfuhren dadurch einen großen Aufschwung.
Die Landwirtschaft ist der wichtigste Wirtschaftszweig im Ort. Es werden vorwiegend Weizen, Mais, Gerste, Sonnenblumen, Raps, Luzerne, Zucker- und Futterrüben angebaut. Neun Zehntel der landwirtschaftlichen Nutzfläche wird als Ackerland genutzt, der Rest für Obst- und Weinbau sowie als Weideland.

## Demografie
| 1880 | 6673 | 654  | 2556 | 3084 | 379            |
| 1910 | 8556 | 886  | 3864 | 3680 | 126            |
| 1977 | 5782 | 2432 | 2220 | 1057 | 73             |
| 1992 | 4324 | 2720 | 1426 | 94   | 84             |
| 2002 | 4421 | 3051 | 1208 | 33   | 129            |
| 2011 | 2453 | 1810 | 394  | 17   | 277 (114 Roma) |
| 2021 | 2471 | 1831 | 233  | 7    | 400 (122 Roma) |

## Persönlichkeiten
- Siegfried Kleisinger (* 1944), Hochschullehrer